# تبادل المكالمات
تبادل المكالمات الهاتفية (بالإنجليزية: Phone tag)‏ تُعتبر هذه الظاهرة حالة من محاولات التواصل المستمرة بين طرفين عبر الهاتف دون التمكن من التحدث مُباشرة. يترك كل طرف رسالة على جهاز الرد الآلي أو البريد الصوتي للطرف الآخر، مع طلب إعادة الاتصال. يستمر هذا الوضع لفترة معينة، حيث يتبادل الطرفان المحاولات لإجراء محادثة حية.

## نبذة
أصبح تبادل المكالمات الهاتفية شائعًا في الثمانينيات مع ظهور تقنيات الرسائل وخدمات تحديد هوية المُتصل. وقد اعتُبرت وسيلة فعّالة لأنها تتيح للأفراد ترك واستلام الرسائل في الأوقات التي تناسبهم، دون الحاجة إلى التنسيق مع الطرف الآخر لإجراء محادثة مباشرة.
يُشبه تبادل المكالمات الهاتفية الابتكارات اللاحقة في مجال الرسائل، مثل الرسائل النصية عبر خدمة الرسالة القصيرة وواتساب، حيث تمنح هذه الوسائل درجة من الانتقائية في التواصل.
تتيح التقنيات الحديثة تحويل الرسائل الصوتية إلى نصوص مكتوبة، مما يسهم في تسهيل مراجعة البريد الصوتي ونقل الرسائل بشكل أكثر كفاءة.